# 朴泰夏
朴泰夏（1968年5月29日—），韩国足球主教练，退役足球运动员。

## 足球生涯
朴泰夏早年在大邱大学踢球。球员时代，他一直在浦项铁人效力，为队出战联赛191场，打进31球，获得过K联赛、K联赛杯、韩国足总杯三项赛事的冠军，还连续两年夺得亞洲球會錦標賽冠军。由于在俱乐部表现突出，朴泰夏入选了韩国国家足球队，出场11次进7球。
朴泰夏退役后，起初在浦项铁人做预备队教练。2007年开始，他在韩国国家足球队担任助理教练。2011年12月，时任韩国国家足球队主教练趙廣來下课，朴泰夏随之解职，出任首尔FC助理教练，在2012年辅佐崔龙洙夺得K联赛冠军。但是，2012赛季结束后，朴泰夏不再担任首尔FC助理教练。
2014年12月5日，延边长白山足球俱乐部宣布聘请朴泰夏担任球队主教练征战下个赛季的中乙联赛。这是他第一次以主教练的身份执教球队。延边长白山队在2014年中甲联赛中排名垫底，本应降入中乙。但是由于上赛季中甲第13名广东日之泉（转让后名为陕西五洲）未能成功注册，倒数第二名成都天诚解散，2015年1月31日中国足协宣布延边长白山递补陕西五洲获得2015年中国足球甲级联赛的参赛资格。朴泰夏当年便率领延边冲超成功并夺得中甲冠军，时隔15年将延边队重新带回中国顶级联赛。最初只签了一年合同的朴泰夏，在赛季末与延边续约一年並荣获2015年球季中甲最佳教练。
2016年，朴泰夏率队取得了中超联赛第9名，保级成功。赛季末，再次与延边续约两年到2018年年底。2017赛季，延边最终名列中超联赛第15名，再次降入中甲。赛季结束后，延边富德俱乐部曾和朴泰夏探讨过是否还继续执教球队，当时朴泰夏有来自其他球队邀约，不过是让其担任助理教练。最终，朴泰夏决定履行完与延边富德最后一年的合同。2018年10月20日，延边富德队与浙江绿城队比赛尾声，延边富德球员因不满主裁判的判罚，在比赛未结束时直接走回更衣室。事后，延边富德宣布提前终止与主教练朴泰夏的合同。
在延边执教的四个赛季，朴泰夏率延边富德在中超和中甲一共打了118场联赛和5场足协杯赛，取得了42胜33平48负的战绩，在充斥金元和军备竞赛的大环境下，能把延边这样一支平民化甚至没有完全市场化的球队带入中超，朴泰夏功不可没。

## 荣誉

### 球员荣誉
浦项铁人
- K联赛
  - 冠军（1）： 1992
- K联赛杯
  - 冠军（1）： 1993
- 韩国足总杯
  - 冠军（1）： 1996
- 亞洲球會錦標賽
  - 冠军（2）： 1997、1998

### 教练荣誉
延边长白山
- 中甲联赛
  - 冠军（1）： 2015
  - 最佳教练（1）：2015